# 莫斯卡 (科羅拉多州)
莫斯卡（英語：Mosca）是位於美國科羅拉多州阿拉莫薩縣的一個非建制地區。該地的面積和人口皆未知。

## 地理
莫斯卡的座標為37°38′52″N 105°52′27″W / 37.64778°N 105.87417°W，而該地的平均海拔高度為2304米（即7559英尺）。